# Pebble (zegarek)

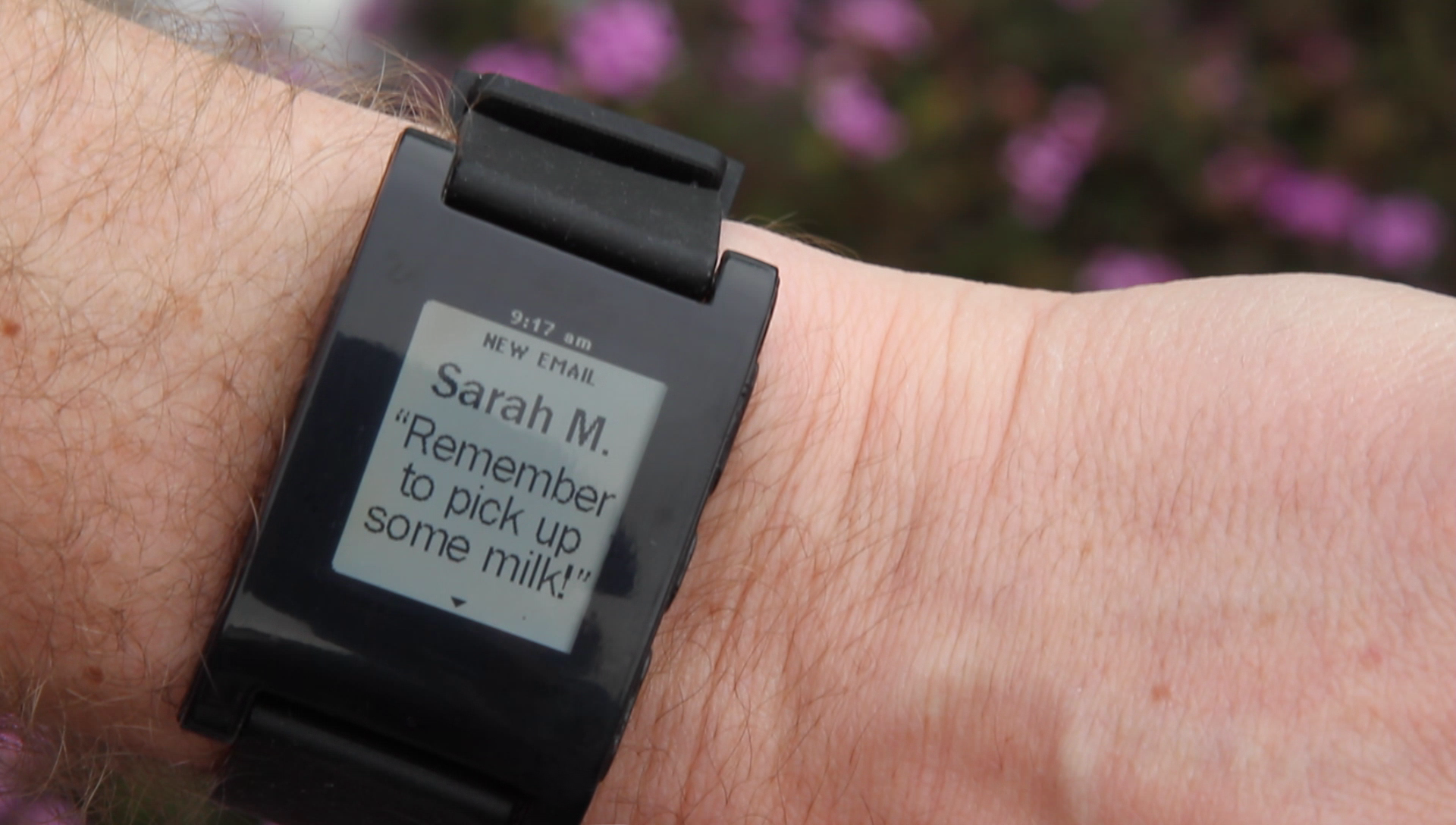
Pebble Classic

Pebble – smartwatch stworzony przez przedsiębiorstwo Pebble Technology Corporation i wprowadzony na rynek w lipcu 2013 roku. Zegarek został sfinansowany poprzez platformę Kickstarter, gdzie zebrano około 10 milionów dolarów na realizację tego przedsięwzięcia. Pebble jest kompatybilny zarówno ze smartfonami z systemem operacyjnym Android, jak i iOS. Połączenie z telefonem odbywa się za pomocą technologii Bluetooth i wymaga zainstalowania aplikacji na telefonie. Zegarek połączony z telefonem umożliwia sterowanie muzyką, podgląd kalendarza i powiadomień, podstawowa funkcjonalność może zostać rozszerzona poprzez zainstalowanie dodatkowych aplikacji.
Pierwszym modelem wprowadzonym na rynek był Pebble Classic, który charakteryzował się czarno-białym ekranem, plastikową obudową i brakiem ekranu dotykowego. Bateria o pojemności 130 mAh pozwala na 7 dni pracy urządzenia. Drugim modelem, który ukazał się na rynku był Pebble Steel, co nastąpiło w lutym 2014 roku. Pebble Steel od poprzedniej wersji różni się solidniejszą, metalową obudową. W lutym 2015 roku ukazał się nowy model zegarka pod nazwą Pebble Time, który występuje w trzech wersjach: Pebble Time, Pebble Time Round oraz Pebble Time Steel. W odróżnieniu od poprzednich modeli Pebble Time wyposażony jest w kolorowy wyświetlacz.
24 maja 2016 roku w serwisie Kickstarter ogłoszono 3 nowe modele zegarków Pebble: Pebble 2, Time 2 oraz Pebble Core. Wspomniane modele miały być dostępne w sprzedaży od września 2016 roku.
7 grudnia 2016 Pebble Technology Corporation oficjalnie ogłosiło zamknięcie przedsiębiorstwa oraz wstrzymanie produkcji wraz z zakończeniem wsparcia dla sprzedanych już smartzegarków. Całkowicie odwołano opóźniającą się premierę Pebble 2, Time 2 oraz Pebble Core. Własność intelektualna Pebble została kupiona przez przedsiębiorstwo Fitbit.
27 stycznia 2025 roku ogłoszono, że zegarki Pebble powracają. Aktualnym właścicielem własności intelektualnej jest firma Google.